# Michael Uchebo
Michael Okechukwu Uchebo (Enugu, 3 de fevereiro de 1990) é um futebolista profissional nigeriano, atua como atacante, atualmente defende o Boavista FC.